# Brett Hearn
Pour les articles homonymes, voir Hearn.
Brett Hearn est un pilote automobile de stock-car né le 1er septembre 1958 à Kinnelon, New Jersey, États-Unis. Il est un grand spécialiste de la terre battue.

## Carrière
Il a été sacré huit fois champion de la populaire Super DIRTcar Series en 1990, 1993, 1996, 1997 (ex-aequo avec Danny Johnson), 2001, 2007, 2009 et 2013. Au terme de la saison 2012, il avait signé 106 victoires dans cette série. Il détient aussi le record de la série pour le plus grand nombre de saisons avec au moins une victoire, soit 31.
Pilote professionnel, il participe à plusieurs dizaines d’événements chaque année dans plusieurs séries et catégories. Actif depuis la fin des années 1970, il a récolté plus de 890 victoires dans différentes séries et catégories de voitures. En date du 27 juillet 2016, il a triomphé sur 48 pistes différentes dans onze états américains et deux provinces canadiennes. Il a remporté 78 championnats de séries ou de pistes.
En 2012, il a remporté les trois épreuves les plus prestigieuses de la Super DIRTcar Series, l’Eastern States 200, la course Mr. Dirt Track USA et la Super DIRT Week, pour une bourse totale de 87 500 $ pour ces trois seules courses.
- Six fois vainqueur de la "Super DIRT Week" de la New York State Fairgrounds à Syracuse dans l’état de New York en 1985, 1990, 1991, 1993, 1995 et 2012.
- Neuf fois vainqueur de la course « Mr. Dirt Track USA » de la piste Lebanon Valley Speedway en 1982, 1986, 1989, 1990, 1993, 2001, 2002, 2003 et 2012.
- Neuf fois vainqueur de la course « Eastern States 200 », à la piste Orange County Fair Speedway (en) en 1979, 1981, 1986, 1996, 2002, 2004, 2005, 2006 et 2012.